# Romersk klädedräkt

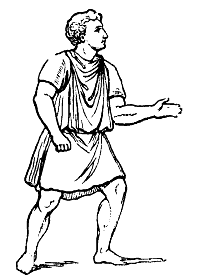
Tunikaklädd romersk arbetare.

I det Romerska riket klädde sig männen enkelt. Till underkläder hade de bara ett tunt höftskynke. Utanpå detta bars en kort tunika som var gjord av ull. När männen gick ut tog de på sig en toga. Det var ett stort tygstycke som sveptes runt kroppen och över axeln. Detta gällde överklassen. Den stora massan arbetare och slavar hade inga togor att svepa sig i. Det förekom hos dem även långbyxor, i mycket påminnande om vår tids.
Romerska kvinnor hade ett fotlångt höftskynke som räckte ner till fötterna som underkläder och utanpå detta bars en tunika. De kvinnor som var gifta bar ytterligare ett klänningsliknande plagg som kallades stola. När kvinnorna gick ut tog de på sig en palla, som var en sjal som sveptes runt axlarna och huvudet på olika sätt. 
Kvinnorna hade under det tidiga romerska riket alltid håret uppsatt i en enkel knut, men så småningom utvecklades frisyren och det blev populärt med invecklade flätor och lockar eller rödhåriga peruker. Sminket bestod huvudsakligen av att ögonlocken målades mörka med aska. Ibland användes också metallen antimon. Läpparna målades med avlagringar från vin. Ansiktet pudrades ofta helt vitt med krita. 
Smycken var mycket viktiga för romerska kvinnor. De hade ofta guldörhängen med ädelstenar, och guldhalsband var också vanligt. Kvinnorna använde även armband och smycken runt fotlederna. 
Pojkar i rika familjer bar toga med en smal purpurkant, tills de fyllt 16. Efter 16-årsdagen bar de togor som var helt vita. Purpur var en väldigt dyrbar färg och det var bara högt uppsatta personer som hade råd med tyger färgade i purpur. 
De flesta dräkter var gjorda av ull som spunnits och vävts för hand, antingen hemma eller i någon verkstad. 
De flesta romare bar öppna sandaler av läder. Det fanns många olika skomodeller.  En del hade spikade sulor som gjorde dem stadigare. Genom åren skiftade modet, vilket ofta speglades i sulans utformning. I och med det Romerska riket utbredning följde det romerska skomodet med. I rikets utkanter finns många skor bevarade i det arkeologiska materialet, stora fyndrikedomar finns i England, Tyskland och i Egypten. 